# قله اوراسار
قله اوراسار (ارمنی: Ուրասար) کوهی که در استان لوری در کشور ارمنستان واقع شده است و ۲٬۹۹۲ متر از سطح دریا ارتفاع دارد. قله اوراسار در رشته‌کوه بازوم قرار دارد.